# Anni 50
Gli anni 50 sono il decennio che comprende gli anni dal 50 al 59 inclusi.

## Eventi, invenzioni e scoperte
- Composizione del Vangelo Egerton, del Vangelo di Tommaso, del Papiro di Fayyum, del Papiro di Ossirinco 1224, e del Vangelo degli Ebrei (datazione di John Dominic Crossan).
- 54: Dopo la morte di Claudio, avvenuta probabilmente per avvelenamento, diventa imperatore Nerone.